# Croton pilophorus
Espèce
Croton pilophorus est une espèce de plantes à fleurs du genre Croton et de la famille des Euphorbiaceae, présente au nord-est de la Papouasie-Nouvelle-Guinée.